# Radio 105
Radio 105 è un'emittente radiofonica FM privata generalista a copertura nazionale, attualmente di proprietà di RadioMediaset, con sede a Milano. È la quinta tra le radio private nazionali più seguite.

## Storia
In origine chiamata Radio Studio 105 (o Studio 105, dal 1982 Rete 105), fondata il 16 febbraio 1976 da Alberto Hazan ed Edoardo Hazan in un monolocale di via Tito Vignoli a Milano (zona Lorenteggio) emette su 105,560 MHz nei primissimi tempi, per poi occupare la frequenza 99,075 MHz (precedentemente occupata da Superradio) che darà l'appellativo di "novantanoviani" agli ascoltatori (è di quei tempi l'adesivo a forma di scudetto con la scritta 99, personalizzato in base alle situazioni e ai programmi). Successivamente l'emittente si trasferisce nella centralissima Galleria del Corso, dove sono iniziati i primi programmi con l'aiuto dei registi e dei dj più importanti del momento, tra cui Loredana, Claudio Cecchetto, P3 (Piero Cozzi), Mauro Micheloni, Federico l'Olandese Volante e Leopardo (Leonardo Re Cecconi).
È la prima emittente privata a utilizzare, negli anni settanta, il regista. Valerio Gallorini è il primo regista di svariati programmi, tra cui quelli condotti da Gianni Riso, Ronnie Jones, le classifiche del sabato pomeriggio "Hit Italia" (presentata da Loredana Rancati) "Discomania" (presentata da Claudio Cecchetto) e "Hit 105" (presentata da Alex Peroni), Clay Wilson (Clay Remini oggi a capo di Zerodibì) che conduce "DayByDay" dalle 23 all'una di notte; Loredana Rancati conduceva anche il programma "A tavola con Loredana" e Paolo Francesco conduceva "PF105". Nel 1982, con la denominazione di Rete 105, la radio diventa una delle prime emittente radiofoniche private nazionali, cioè con una copertura di oltre il 50% del territorio italiano. Nel 1995 assume l'attuale denominazione Radio 105.
Alla direzione artistica dell'emittente si sono susseguiti Loredana Rancati, Silvio Santoro, Alex Peroni, Guido Monti, Andrea Pietri (assistente alla direzione Stefano Carboni fino al 2003), di nuovo Alex Peroni e, dal 2003 al 2019, Angelo De Robertis, che lavorava con la radio sin dal 1981. Da settembre 2019 la direttrice artistica è Barbara Rosseti, già vicedirettrice di Radio Monte Carlo.
Nella prima parte del 2007, a seguito di una joint venture con la RCS MediaGroup (allora proprietaria di Play Radio), il Gruppo Finelco (che controlla Radio 105, oltre che Radio Monte Carlo) ha rafforzato la propria presenza nel mercato dei network radiofonici privati, stringendo in seguito anche un'importante alleanza con il Virgin Group di Richard Branson; quest'ultima operazione ha portato Play Radio a cambiare format e denominazione in Virgin Radio Italia.
Da marzo 2007 Radio 105 è presente presso il Museo nazionale della scienza e della tecnologia Leonardo da Vinci di Milano, nel settore emittenti radiofoniche attraverso la ricostruzione del primo studio di emissione del 1976.
Nel 2016 Mediaset fa il suo ingresso in Finelco rilevando il 19% di RB1 S.p.A., azionista con i soci fondatori del 92,8% di Finelco.
Il 1º luglio 2016 Radio 105 entra a far parte insieme a Virgin Radio e R101 del nuovo polo radiofonico RadioMediaset.

### Sede
Radio 105 ha sede in Largo Donegani 1, a Milano, vicino al parco Indro Montanelli. A Miami è presente uno studio da dove viene mandato in onda 105 Miami e dove Marco Mazzoli va in onda per il suo programma "Lo Zoo di 105" quando è in trasferta, mentre i suoi colleghi vanno in onda da Milano, e uno studio a Roma nel complesso di studi Titanus Elios, da dove trasmette Max Maddy, ex co-conduttore e DJ del programma mattutino Tutto Esaurito e attualmente in onda la sera con il suo programma 105 Mi Casa.

## Programmi

### Attualmente in onda
- Avanti avanti c'è posto
- Tutto esaurito[2]
- 105 Friends
- 105 Take Away
- Gli squizzati di 105
- Lo Zoo di 105
- 105 Music & Cars
- La Carovana di 105
- 105 Mi Casa
- 105 Night Express
- 105 InDaKlubb
- 105 Detox
- Tutto esaurito Replay
- 105 SuperWeekend
- Tutto bene a 105
- 105 Open Club
- 105 Loves Music
- Jake Hit Up
- 105 Village
- 105 Mindset
- Mamacita Radio Show
- 105 Miami
- 105 Swipe Up RMX

### Storici
- 105 all'una
- 105 Weekend
- 105 Retweet
- 105 Hit
- 105 Sport
- 105 New York
- A casa di Leone di Lernia
- Hit Italia
- Discomania mix
- Day by Day
- Revolver (ora in onda su Virgin Radio)
- Bops Best Of Hit and Soul
- Codice Rap
- La lambata dei Kaoma
- Leone D'Ylenia
- 105 Non Stop
- Benvenuti nella giungla
- 105 Club Nation
- 105 Matrix
- 105WAG
- 105 Stars
- 105 Summer Non Stop
- La Isla 105
- Lo Spiaggiato con Leone Di Lernia
- 105 Best
- C.S.I. Milano Collection
- Let's Talk About Sex Collection
- Radio Costanzo Show
- Kris & Love
- 105 Autogol
- A me mi piace
- 105 Casa Pagani
- 105 Polaroyd
- 105 Kaos
- 105 Trend Topic
- BSMNT 105
- BSMNT 105 Deluxe
- 105 Swipe Up
- 13 PM
- 105 Lei, lui, l'altro
- 13 PM Fuori orario

## Radio 105 LAB
Radio 105 LAB è stata una web radio nata nel 2021 e lanciata ufficialmente alla mezzanotte del 6 dicembre dello stesso anno. La radio trasmetteva un vero e proprio palinsesto radiofonico con speaker e dj in onda tutti i giorni, dalle 7:00 alle 24:00.
105 LAB era disponibile in streaming sul sito Internet e app della radio, ha chiuso i battenti a gennaio 2023.

## Radio 105 TV
Radio 105 TV è un canale televisivo italiano, nato nel 2011, che trasmette i programmi della radio affiliata in simulcast radio-tv e video musicali a rotazione. È disponibile sul digitale terrestre sul canale 66 e in streaming sul sito Internet della radio.

## Ascolti
Dati audiradio (giorno medio: ieri)
| Anno | Giorno Medio Ieri | Performance | Pos. private |
| ---- | ----------------- | ----------- | ------------ |
| 1991 | 1.235.000         | /           | 3º           |
| 1992 | non rilevato      | /           | /            |
| 1993 | 2.607.000         | /           | 4º           |
| 1994 | 2.559.000         | - 48.000    | 4º           |
| 1995 | 3.114.000         | + 555.000   | 5º           |
| 1996 | 3.439.000         | + 325.000   | 5º           |
| 1997 | 3.488.000         | + 49.000    | 5º           |
| 1998 | 3.416.000         | - 72.000    | 5º           |
| 1999 | 3.362.000         | - 54.000    | 5º           |
| 2000 | 3.266.000         | - 96.000    | 5º           |
| 2001 | 3.333.000         | + 67.000    | 5º           |
| 2002 | 3.028.000         | - 305.000   | 5º           |
| 2003 | 3.257.000         | + 229.000   | 5º           |
| 2004 | 3.378.000         | + 121.000   | 5º           |
| 2005 | 3.547.000         | + 169.000   | 4º           |
| 2006 | 3.703.000         | + 156.000   | 4º           |
| 2007 | 3.961.000         | + 258.000   | 4º           |
| 2008 | 3.975.000         | + 14.000    | 4º           |
| 2009 | 4.507.000         | + 532.000   | 4º           |
| 2010 | 4.607.000         | + 100.000   | 3º           |
| 2011 | non rilevato      |             |              |

Dati Radio Monitor (giorno medio ieri)
| Anno | Giorno Medio Ieri | Performance | Pos. private |
| ---- | ----------------- | ----------- | ------------ |
| 2012 | 5.023.000         |             | 3º           |
| 2013 | 4.714.000         | - 309.000   | 3º           |
| 2014 | 4.428.000         | - 286.000   | 5º           |
| 2015 | 4.524.000         | + 96.000    | 5º           |
| 2016 | 4.730.000         | + 206.000   | 5º           |

Dati RadioTER (giorno medio ieri)
| Anno | Giorno Medio Ieri | Performance | Pos. private |
| ---- | ----------------- | ----------- | ------------ |
| 2017 | 4.963.000         | +233.000    | 5º           |
| 2018 | 4.677.000         | -286.000    | 5º           |
| 2019 | 4.603.000         | -74.000     | 5º           |

## Conduttori e speaker

### Attuali
- Marco Galli;
- Graziano Damiano De Santis (Pizza);
- Ylenia Baccaro;
- Giovanni Mencarelli (Mitch)
- Betty Bettina;
- Antonio Severo (Tony Severo);
- Rosario Pellecchia (Ross);
- Romina Pierdomenico;
- Daniele Battaglia;
- Diletta Leotta;
- Camilla Ghini;
- Enrico Papi;
- Lodovica Comello;
- Marco Donatello Mazzoli;
- Paolo Federico Nocito (Paolo Noise);
- Fabio Borghini (Fabio Alisei);
- Letizia Puccioni;
- Dario Spada;
- Fabiola Casà;
- Paolo Mariani (Paolino DJ);
- Martin Klein;
- Massimo Riva (Max Brigante);
- Mariasole Pollio;
- Manola Moslehi;
- Alessandro Sansone;
- Andrea Belli;
- Dario Micolani;
- Edoardo Mecca;
- Linda Pani;
- Bryan Ronzani;
- Francesco Vigorelli (Jake La Furia);
- Raffaele Tovazzi (105 StartUp);
- Michele Incardona (Moko);
- Veronica Almagno (Vicky).

### Storici
- Alvin
- DJ Giuseppe
- Andrea Pellizzari
- Alessandro Cattelan
- Francesco Mandelli
- Maurizio Costanzo
- Carlotta Quadri
- Kris & Kris
- Rebecca Staffelli
- Teresa Langella
- Ludovica Pagani